# شهرستان مودی (داکوتای جنوبی)
شهرستان مودی، داکوتای جنوبی (به انگلیسی: Moody County, South Dakota) یک سکونتگاه مسکونی در ایالات متحده آمریکا است که در داکوتای جنوبی واقع شده‌است.

## خصوصیات
شهرستان مودی ۱٬۳۵۰ کیلومترمربع مساحت دارد.